# Portunus hastatus
Portunus hastatus är en kräftdjursart som först beskrevs av Carl von Linné 1767.  Portunus hastatus ingår i släktet Portunus och familjen simkrabbor. Inga underarter finns listade i Catalogue of Life.